# Ольсен, Мортен
Мо́ртен Пер О́льсен (дат. Morten Per Olsen; род. 14 августа 1949, Вордингборг, Престё) — датский футболист и футбольный тренер. Выступал на позиции защитника. Мортен Ольсен — первый футболист в истории сборной Дании, который достиг отметки в 100 сыгранных матчей и отметки в 50 игр как капитан команды.

## Игровая карьера
Мортен Ольсен начал играть в команде его родного города «Вордингборг» в возрасте 8-ми лет. В возрасте 20-ти лет он перешёл в клуб «Б 1921». В сентябре 1970 года Ольсен дебютировал в молодёжной сборной Дании, где в первой же игре забил гол в ворота молодёжной сборной Польши, игра завершилась со счётом 2:2. А уже через три недели Ольсен был вызван в первую сборную Дании, где сыграл в товарищеском матче с Норвегией.
В 1972 году Ольсен уехал в Бельгию, где стал играть за клуб «Серкль Брюгге», вышедший в высший бельгийский дивизион годом ранее. В первый год Ольсена в команде, «Серкль» закончил сезон на 4-м месте, а в последующие сезоны находился в середине турнирной таблицы. В 1976 году Ольсен перешёл в «Моленбек», чемпиона Бельгии прошедшего года. За Моленбек Ольсен играл до 1980 года, за этот период наивысшим достижением команды стало 3-е место в чемпионате страны.
В 1980 году Ольсен перешёл в «Андерлехт» и в первый же год выиграл с клубом чемпионат Бельгии, а линия обороны, где одну из главных ролей играл Ольсен, стала лучшей в лиге, пропустив лишь 25 голов в 34 матчах. За «Андерлехт» Ольсен играл 6 лет и выиграл с клубом 3 чемпионата Бельгии. В 1983 году Ольсен, вместе с клубом, выиграл Кубок УЕФА, после чего его на родине назвали лучшим футболистом страны. Спустя год «Андерлехт» вновь достиг финала Кубка УЕФА, но там проиграл английскому «Тоттенхэму».
Во время игры в Бельгии, Ольсен выступал за сборную Дании. В 1981 году он стал 7-м датчанином, сыгравшим за сборную 50 игр. В апреле 1983 года Ольсен стал капитаном сборной Дании, а спустя год участвовал на чемпионате Европы, первом, с 1964 года, крупном международном футбольном турнире, в котором Дания принимала участие. В 1986 году Ольсен принимал участие в чемпионате мира, где Дания вышла из группы. В возрасте 36 лет, по окончании чемпионата мира, Ольсен принял решение завершить карьеру в сборной, однако вскоре вернулся в национальную команду.
Завершил игровую карьеру Ольсен в немецком клубе «Кёльн», который с ним в составе занимал 2-е и 3-е место в Бундеслиге. В апреле 1989 года Ольсен достиг, ранее недостижимой отметки в 100 матчей за сборную, а в июне того же года, в возрасте 39 лет, завершил карьеру футболиста.

## Тренерская карьера
Свою тренерскую карьеру Ольсен начал в январе 1990 года в клубе «Брондбю», который он привёл к двум подряд чемпионским титулам в стране, а также к полуфиналу Кубка УЕФА в 1991 году. Однако несмотря на эти успехи Ольсен был уволен в мае 1992 года, в основном, из-за реакции клуба на отстранения из команды нигерийца Уче Окечукву. Сразу после ухода из «Брондбю», Ольсен возглавил «Кёльн», который он спас от вылета из Бундеслиги, проведя с командой в сезоне менее 10 матчей. В Германии Ольсен окончил Футбольную академию Лехрера Лисенза, став дипломированным тренером. Через год Ольсен вновь спас клуб от поражения, но в середине сезона 1993-1994 покинул команду, потребовав у совета директоров клуба покупки новых игроков.
После «Кёльна» Ольсен два года не работал, а затем возглавил амстердамский «Аякс» в 1997 году. Благодаря Ольсену в «Аякс» перешёл капитан сборной Дании Микаэль Лаудруп. В первый год Ольсена в «Аяксе» клуб сделал дубль, выиграв чемпионат и Кубок страны, но уже во втором сезоне датчанин поссорился с лидерами клуба, братьями Франком и Рональдом де Бурами, а руководство команды встало на сторону игроков.
В июле 2000 года Ольсен принял руководство сборной Дании. Первым решением тренера стало приглашение на пост своего помощника Микаэля Лаудрупа. Ольсен смог квалифицировать сборную на чемпионат мира 2002, но команда вылетела после первого этапа плей-офф,уступив со счётом 0:3 сборной Англии, хотя на стадии группового турнира обошла чемпионов мира — французов. После окончания турнира Ольсен подписал со сборной новый 4-летний контракт, и выбрал нового помощника, Керта Бординггорта, взамен Лаудрупа, ушедшего тренировать самостоятельно.
В 2004 году Ольсен достиг со сборной первой стадии плей-офф на чемпионате Европы, в ноябре 2005 года Ольсен вновь переподписал контракт со сборной до 2010 года, хотя имел предложения от нескольких клубов, а Дания, к тому моменту, уже потеряла шансы на выход в финальную часть чемпионат мира. 28 марта 2008 года Ольсен сказал, что в 2010 году хотел бы видеть Микаэля Лаудрупа своим преемником в сборной, а самому возглавить какой-нибудь клуб. Дания, под руководством Олсена, вышла в финальную часть чемпионата мира 2010, заняв в своей группе первое место и опередив сильную сборную Португалии, при этом команда потерпела лишь 1 поражение. После этого, 8 января 2010 года, Олсен продлил контракт со сборной ещё на 2 года.

## Статистика

### Матчи Ольсена за сборную Дании
| Матчи Ольсена за сборную Дании | Матчи Ольсена за сборную Дании | Матчи Ольсена за сборную Дании | Матчи Ольсена за сборную Дании | Матчи Ольсена за сборную Дании | Матчи Ольсена за сборную Дании      |
| ------------------------------ | ------------------------------ | ------------------------------ | ------------------------------ | ------------------------------ | ----------------------------------- |
| №                              | Дата                           | Соперник                       | Счёт                           | Голы Ольсена                   | Соревнование                        |
| 1                              | 23 сентября 1970               | Норвегия                       | 0:1                            | —                              | Чемпионат Северной Европы 1968—1971 |
| 2                              | 11 ноября 1970                 | Шотландия                      | 0:1                            | —                              | Чемпионат Европы 1972 (отбор)       |
| 3                              | 25 ноября 1970                 | Бельгия                        | 0:2                            | —                              | Чемпионат Европы 1972 (отбор)       |
| 4                              | 21 апреля 1971                 | Швейцария                      | 1:2                            | —                              | Олимпийские игры 1972 (отбор)       |
| 5                              | 5 мая 1971                     | Швейцария                      | 4:0                            | 1                              | Олимпийские игры 1972 (отбор)       |
| 6                              | 12 мая 1971                    | Португалия                     | 0:5                            | —                              | Чемпионат Европы 1972 (отбор)       |
| 7                              | 28 июля 1971                   | Япония                         | 3:2                            | —                              | Товарищеский матч                   |
| 8                              | 1 августа 1971                 | Англия (люб.)                  | 3:2                            | 1                              | Товарищеский матч                   |
| 9                              | 25 августа 1971                | ФРГ                            | 3:1                            | —                              | Товарищеский матч                   |
| 10                             | 8 сентября 1971                | Финляндия                      | 0:0                            | —                              | Чемпионат Северной Европы 1968—1971 |
| 11                             | 26 сентября 1971               | Норвегия                       | 4:1                            | —                              | Чемпионат Северной Европы 1968—1971 |
| 12                             | 10 октября 1971                | Румыния                        | 2:1                            | —                              | Олимпийские игры 1972 (отбор)       |
| 13                             | 18 апреля 1972                 | ФРГ                            | 0:1                            | —                              | Товарищеский матч                   |
| 14                             | 3 мая 1972                     | Англия (люб.)                  | 1:2                            | —                              | Товарищеский матч                   |
| 15                             | 21 мая 1972                    | Румыния                        | 3:2                            | —                              | Олимпийские игры 1972 (отбор)       |
| 16                             | 7 июня 1972                    | Финляндия                      | 3:0                            | —                              | Чемпионат Северной Европы 1972—1977 |
| 17                             | 29 июня 1972                   | Швеция                         | 0:2                            | —                              | Чемпионат Северной Европы 1972—1977 |
| 18                             | 21 ноября 1973                 | Франция                        | 0:3                            | —                              | Товарищеский матч                   |
| 19                             | 3 июня 1974                    | Швеция                         | 0:2                            | —                              | Чемпионат Северной Европы 1972—1977 |
| 20                             | 6 июня 1974                    | Финляндия                      | 1:1                            | —                              | Чемпионат Северной Европы 1972—1977 |
| 21                             | 3 сентября 1974                | Индонезия                      | 9:0                            | —                              | Товарищеский матч                   |
| 22                             | 25 сентября 1974               | Испания                        | 1:2                            | —                              | Чемпионат Европы 1976 (отбор)       |
| 23                             | 9 октября 1974                 | Исландия                       | 2:1                            | —                              | Товарищеский матч                   |
| 24                             | 13 октября 1974                | Румыния                        | 0:0                            | —                              | Чемпионат Европы 1976 (отбор)       |
| 25                             | 11 мая 1975                    | Румыния                        | 1:6                            | —                              | Чемпионат Европы 1976 (отбор)       |
| 26                             | 25 сентября 1975               | Швеция                         | 0:0                            | —                              | Чемпионат Северной Европы 1972—1977 |
| 27                             | 11 мая 1976                    | Швеция                         | 2:1                            | —                              | Товарищеский матч                   |
| 28                             | 23 мая 1976                    | Кипр                           | 5:1                            | —                              | Чемпионат мира 1978 (отбор)         |
| 29                             | 1 сентября 1976                | Франция                        | 1:1                            | —                              | Товарищеский матч                   |
| 30                             | 27 октября 1976                | Кипр                           | 5:0                            | —                              | Чемпионат мира 1978 (отбор)         |
| 31                             | 1 июня 1977                    | Норвегия                       | 2:0                            | —                              | Товарищеский матч                   |
| 32                             | 15 июня 1977                   | Швеция                         | 2:1                            | —                              | Чемпионат Северной Европы 1972—1977 |
| 33                             | 24 мая 1978                    | Ирландия                       | 3:3                            | —                              | Чемпионат Европы 1980 (отбор)       |
| 34                             | 31 мая 1978                    | Норвегия                       | 2:1                            | —                              | Чемпионат Северной Европы 1978—1980 |
| 35                             | 11 октября 1978                | Болгария                       | 2:2                            | —                              | Чемпионат Европы 1980 (отбор)       |
| 36                             | 2 мая 1979                     | Ирландия                       | 0:2                            | —                              | Чемпионат Европы 1980 (отбор)       |
| 37                             | 9 мая 1979                     | Швеция                         | 2:2                            | —                              | Товарищеский матч                   |
| 38                             | 6 июня 1979                    | Северная Ирландия              | 4:0                            | —                              | Чемпионат Европы 1980 (отбор)       |
| 39                             | 12 сентября 1979               | Англия                         | 0:1                            | —                              | Чемпионат Европы 1980 (отбор)       |
| 40                             | 26 сентября 1979               | Финляндия                      | 1:0                            | —                              | Чемпионат Северной Европы 1978—1980 |
| 41                             | 14 ноября 1979                 | Испания                        | 3:1                            | —                              | Товарищеский матч                   |
| 42                             | 7 мая 1980                     | Швеция                         | 1:0                            | —                              | Чемпионат Северной Европы 1978—1980 |
| 43                             | 21 мая 1980                    | Испания                        | 2:2                            | —                              | Товарищеский матч                   |
| 44                             | 4 июня 1980                    | Норвегия                       | 3:1                            | —                              | Чемпионат Северной Европы 1978—1980 |
| 45                             | 15 октября 1980                | Греция                         | 0:1                            | —                              | Чемпионат мира 1982 (отбор)         |
| 46                             | 1 ноября 1980                  | Италия                         | 0:2                            | —                              | Чемпионат мира 1982 (отбор)         |
| 47                             | 15 апреля 1981                 | Румыния                        | 2:1                            | —                              | Товарищеский матч                   |
| 48                             | 1 мая 1981                     | Люксембург                     | 2:1                            | —                              | Чемпионат мира 1982 (отбор)         |
| 49                             | 14 мая 1981                    | Швеция                         | 2:1                            | —                              | Чемпионат Северной Европы 1981—1983 |
| 50                             | 3 июня 1981                    | Италия                         | 3:1                            | —                              | Чемпионат мира 1982 (отбор)         |
| 51                             | 14 октября 1981                | Греция                         | 3:2                            | —                              | Чемпионат мира 1982 (отбор)         |
| 52                             | 27 октября 1982                | Чехословакия                   | 1:3                            | —                              | Товарищеский матч                   |
| 53                             | 10 ноября 1982                 | Люксембург                     | 2:1                            | —                              | Чемпионат Европы 1984 (отбор)       |
| 54                             | 27 апреля 1983                 | Греция                         | 1:0                            | —                              | Чемпионат Европы 1984 (отбор)       |
| 55                             | 1 июня 1983                    | Венгрия                        | 3:1                            | —                              | Чемпионат Европы 1984 (отбор)       |
| 56                             | 21 сентября 1983               | Англия                         | 1:0                            | —                              | Чемпионат Европы 1984 (отбор)       |
| 57                             | 12 октября 1983                | Люксембург                     | 6:0                            | —                              | Чемпионат Европы 1984 (отбор)       |
| 58                             | 26 октября 1983                | Венгрия                        | 0:1                            | —                              | Чемпионат Европы 1984 (отбор)       |
| 59                             | 16 ноября 1983                 | Греция                         | 2:0                            | —                              | Чемпионат Европы 1984 (отбор)       |
| 60                             | 16 мая 1984                    | Чехословакия                   | 0:1                            | —                              | Товарищеский матч                   |
| 61                             | 6 июня 1984                    | Швеция                         | 1:0                            | —                              | Товарищеский матч                   |
| 62                             | 8 июня 1984                    | Болгария                       | 1:1                            | —                              | Товарищеский матч                   |
| 63                             | 12 июня 1984                   | Франция                        | 0:1                            | —                              | Чемпионат Европы 1984               |
| 64                             | 16 июня 1984                   | Югославия                      | 5:0                            | —                              | Чемпионат Европы 1984               |
| 65                             | 19 июня 1984                   | Бельгия                        | 3:2                            | —                              | Чемпионат Европы 1984               |
| 66                             | 24 июня 1984                   | Испания                        | 1:1 (4:5 пен.)                 | —                              | Чемпионат Европы 1984               |
| 67                             | 26 сентября 1984               | Норвегия                       | 1:0                            | —                              | Чемпионат мира 1986 (отбор)         |
| 68                             | 17 октября 1984                | Швейцария                      | 0:1                            | —                              | Чемпионат мира 1986 (отбор)         |
| 69                             | 14 ноября 1984                 | Ирландия                       | 3:0                            | —                              | Чемпионат мира 1986 (отбор)         |
| 70                             | 8 мая 1985                     | ГДР                            | 4:1                            | —                              | Товарищеский матч                   |
| 71                             | 5 июня 1985                    | СССР                           | 4:2                            | —                              | Чемпионат мира 1986 (отбор)         |
| 72                             | 11 сентября 1985               | Швеция                         | 0:3                            | —                              | Товарищеский матч                   |
| 73                             | 25 сентября 1985               | СССР                           | 0:1                            | —                              | Чемпионат мира 1986 (отбор)         |
| 74                             | 9 октября 1985                 | Швейцария                      | 0:0                            | —                              | Чемпионат мира 1986 (отбор)         |
| 75                             | 16 октября 1985                | Норвегия                       | 5:1                            | —                              | Чемпионат мира 1986 (отбор)         |
| 76                             | 13 ноября 1985                 | Ирландия                       | 4:1                            | —                              | Чемпионат мира 1986 (отбор)         |
| 77                             | 26 марта 1986                  | Северная Ирландия              | 1:1                            | —                              | Товарищеский матч                   |
| 78                             | 13 мая 1986                    | Норвегия                       | 0:1                            | —                              | Товарищеский матч                   |
| 79                             | 16 мая 1986                    | Польша                         | 1:0                            | —                              | Товарищеский матч                   |
| 80                             | 4 июня 1986                    | Шотландия                      | 1:0                            | —                              | Чемпионат мира 1986                 |
| 81                             | 8 июня 1986                    | Уругвай                        | 6:1                            | —                              | Чемпионат мира 1986                 |
| 82                             | 13 июня 1986                   | ФРГ                            | 2:0                            | —                              | Чемпионат мира 1986                 |
| 83                             | 18 июня 1986                   | Испания                        | 1:5                            | —                              | Чемпионат мира 1986                 |
| 84                             | 10 сентября 1986               | ГДР                            | 1:0                            | —                              | Товарищеский матч                   |
| 85                             | 24 сентября 1986               | ФРГ                            | 0:2                            | —                              | Товарищеский матч                   |
| 86                             | 29 октября 1986                | Финляндия                      | 1:0                            | —                              | Чемпионат Европы 1988 (отбор)       |
| 87                             | 12 ноября 1986                 | Чехословакия                   | 0:0                            | —                              | Чемпионат Европы 1988 (отбор)       |
| 88                             | 29 апреля 1987                 | Финляндия                      | 1:0                            | —                              | Чемпионат Европы 1988 (отбор)       |
| 89                             | 3 июня 1987                    | Чехословакия                   | 1:1                            | —                              | Чемпионат Европы 1988 (отбор)       |
| 90                             | 9 сентября 1987                | Уэльс                          | 0:1                            | —                              | Чемпионат Европы 1988 (отбор)       |
| 91                             | 23 сентября 1987               | ФРГ                            | 0:1                            | —                              | Товарищеский матч                   |
| 92                             | 14 октября 1987                | Уэльс                          | 1:0                            | —                              | Чемпионат Европы 1988 (отбор)       |
| 93                             | 27 апреля 1988                 | Австрия                        | 0:1                            | —                              | Товарищеский матч                   |
| 94                             | 10 мая 1988                    | Венгрия                        | 2:2                            | —                              | Товарищеский матч                   |
| 95                             | 1 июня 1988                    | Чехословакия                   | 0:1                            | —                              | Товарищеский матч                   |
| 96                             | 5 июня 1988                    | Бельгия                        | 3:1                            | 1                              | Товарищеский матч                   |
| 97                             | 11 июня 1988                   | Испания                        | 2:3                            | —                              | Чемпионат Европы 1988               |
| 98                             | 14 июня 1988                   | ФРГ                            | 0:2                            | —                              | Чемпионат Европы 1988               |
| 99                             | 17 июня 1988                   | Италия                         | 0:2                            | —                              | Чемпионат Европы 1988               |
| 100                            | 26 апреля 1989                 | Болгария                       | 2:0                            | —                              | Чемпионат мира 1990 (отбор)         |
| 101                            | 17 мая 1989                    | Греция                         | 7:1                            | —                              | Чемпионат мира 1990 (отбор)         |
| 102                            | 18 июня 1989                   | Бразилия                       | 4:0                            | 1                              | Товарищеский матч                   |

Итого: 102 матча / 4 гола; 53 победы, 15 ничьих, 34 поражения.

## Достижения

### В качестве игрока
Андерлехт
- Чемпион Бельгии: 1980/81, 1984/85, 1985/86
- Обладатель Кубка УЕФА: 1982/83

### В качестве тренера
Брондбю
- Чемпион Дании: 1990, 1991

Аякс
- Чемпион Нидерландов: 1997/98
- Обладатель Кубка Нидерландов: 1997/98

### Личные
- Футболист года в Дании: 1983, 1986
- Входит в состав символической сборной по итогам чемпионата Европы по версии УЕФА: 1984
- Введён в Зал славы датского футбола